# Annesley Bridge
Pour les articles homonymes, voir Annesley.

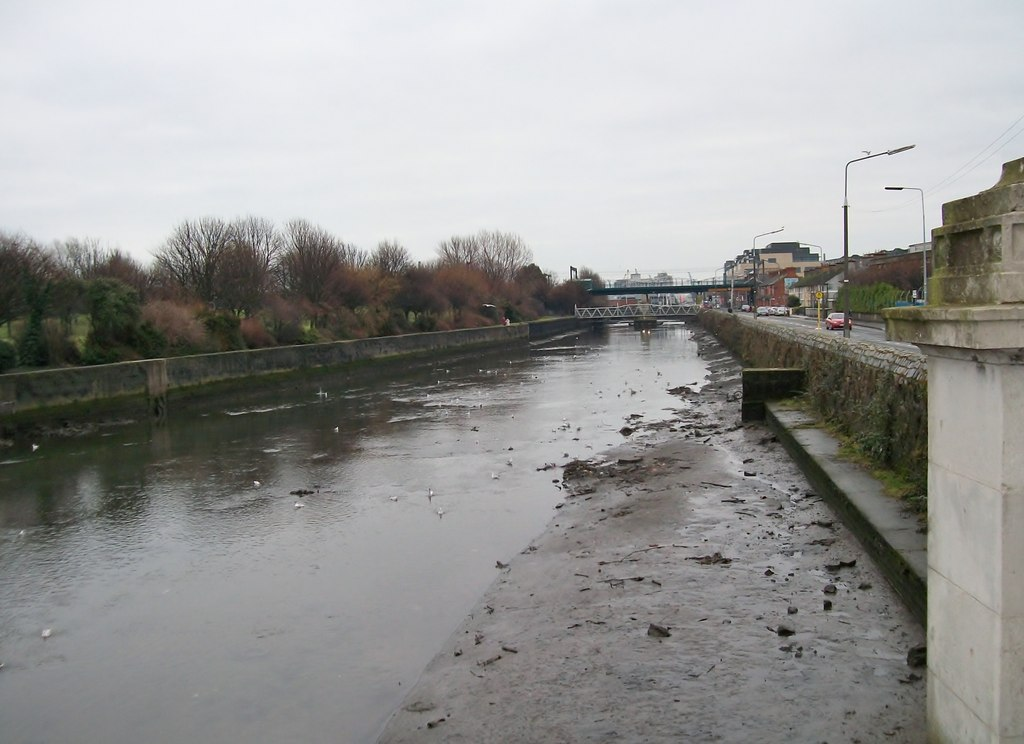
La Tolka vue depuis le Annesley Bridge.

Annesley Bridge  traverse la rivière Tolka à Fairview, à Dublin (Irlande). Le pont a été construit en 1797. Il porte le nom de l'hon. Richard Annesley et a été démoli et reconstruit en 1926.
Le East Wall Road la North Strand Road et le Poplar Row se rejoignent à l'extrémité ouest du pont, avec Annesley Bridge Road à l'extrémité est.

## Ballybough Bridge
La Howth Road traversait précédemment via Ballybough Bridge, qui a été construit en 1308, emporté dans une inondation en 1313. Le pont construit à Ballybough en 1488 a été démoli en 1939, car il était trop étroit et en dos-d'âne.